# Malene Mortensen

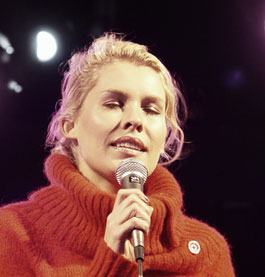
Malene Mortensen

Malene Winter Mortensen (23 mei 1982) is een Deense zangeres. Ze was totaal onbekend toen ze in 2002 Dansk Melodi Grand Prix won, de Deense voorrondes voor het Eurovisiesongfestival.
Haar lied heette Vis mig hvem du er ("Laat me zien wie je bent"). Hoewel ze een van de favorieten was ging het op het Eurovisiesongfestival 2002 met de Engelse versie Tell me who you are volledig mis - ze bleef met zeven punten achter.
Hoewel haar Eurovisieresultaat een schok voor zowel Denemarken als voor haarzelf was, gaf ze haar muzikale carrière niet op. In 2003 bracht ze een album uit getiteld Paradise met daarop moderne akoestische jazz, uitgevoerd tezamen met drie bekende Deense jazzmuzikanten.
1957: Birthe Wilke & Gustav Winckler · 
1958: Raquel Rastenni · 
1959: Birthe Wilke · 
1960: Katy Bødtger · 
1961: Dario Campeotto · 
1962: Ellen Winther · 
1963: Grethe & Jørgen Ingmann · 
1964: Bjørn Tidmand · 
1965: Birgit Brüel · 
1966: Ulla Pia · 
1978: Mabel · 
1979: Tommy Seebach · 
1980: Bamses Venner · 
1981: Tommy Seebach & Debbie Cameron · 
1982: Brixx · 
1983: Gry Johansen · 
1984: Hot Eyes · 
1985: Hot Eyes · 
1986: Trax · 
1987: Anne Cathrine Herdorf & Bandjo · 
1988: Hot Eyes · 
1989: Birthe Kjær · 
1990: Lonnie Devantier · 
1991: Anders Frandsen · 
1992: Lotte Nilsson & Kenny Lübcke · 
1993: Tommy Seebach Band · 
1995: Aud Wilken · 
1997: Kølig Kaj · 
1999: Michael Teschl & Trine Jepsen · 
2000: Olsen Brothers · 
2001: Rollo & King · 
2002: Malene · 
2004: Tomas Thordarson · 
2005: Jakob Sveistrup · 
2006: Sidsel Ben Semmane · 
2007: DQ · 
2008: Simon Mathew · 
2009: Niels Brinck · 
2010: Chanée & N'evergreen · 
2011: A Friend in London · 
2012: Soluna Samay · 
2013: Emmelie de Forest · 
2014: Basim · 
2015: Anti Social Media · 
2016: Lighthouse X · 
2017: Anja Nissen · 
2018: Rasmussen · 
2019: Leonora · 
2021: Fyr & Flamme · 
2022: REDDI · 
2023: Reiley · 
2024: Saba · 
2025: Sissal
- Gemeinsame Normdatei: 135503426
- Library of Congress Control Number: no2018151592
- MusicBrainz: 4a035c21-cd4a-4dac-bf73-81d76c0b7055
- Virtual International Authority File: 80227843
- WorldCat: E39PBJxWQvwbwhKkbqYPGtPRKd